# 高橋春花
高橋 春花（たかはし はるか、1990年6月26日 - ）は、元北海道テレビ放送（HTB）のアナウンサー。

## 来歴・人物
- 秋田県秋田市出身。身長156cm。秋田県立秋田高等学校を経て成城大学経済学部卒業後、2013年入社。同期入社のアナウンサーは西野志海（2016年退社→テレビ東京）、室岡里美[1]。学生時代に「BSフジNEWS」の女子大生キャスターを務めた経験がある[2]。視力が悪く、普段はコンタクトレンズを着用しているが、眼鏡姿で番組に出演することもある。
- スポーツはボウリング、スノーボード、ゴルフ、卓球[1]。HTB入社までは卓球のクラブチームに所属していた[3]。
- 2014年5月3日、札幌ドームの日本ハム対オリックス戦で始球式に登板[4]。
- 2016年1月17日放送分の「パネルクイズ アタック25」（テレビ朝日）では、地元局・秋田朝日放送の藤盛由果とペアを組んで優勝するも、最後の「アタックチャンス」でのクイズに正解できなかったため、旅行券獲得はならなかった。同年10月、『イチオシ!!』のメインMCに就任。
- 2017年より『おにぎりあたためますか』のレギュラーMCとして、TEAM NACSの大泉洋・戸次重幸と共に出演している。
- 2019年6月26日に結婚。
- 2021年10月1日をもって、『イチオシ!!』を卒業。
- 同年12月13日に公式YouTubeにて妊娠を発表し、同月末付で産休に入ると発表する[5]。
- 2022年3月、男児を出産[6]。
- 2023年3月21日放映 「祝 放送1000回！豚一家の冬休み」第1夜 で「おにぎりあたためますか」レギュラーMC復帰。
- 2024年3月14日、自身のInstagramにて、3月末にHTBを退社することを発表[7]。夫の仕事の都合により、同年4月よりアメリカ・サンフランシスコに在住。

## 出演

### 北海道テレビ放送　時代
- イチオシ!!（メインMC）（2016年10月 - 2021年10月1日、2016年9月までは大通ビッセ前コーナー担当）
- アナちゃん
- イチオシ!モーニング ニュースコーナー（金曜、土曜日担当）
- みんなで道フェス！2019（2019年2月23日、北海道内テレビ6局による合同制作の同時生放送特別番組）
- Hit.com Night（ - 2023年3月26日）[8]
- おにぎりあたためますか（MC、2017年5月から佐藤麻美産休代理で出演。2017年9月より、同期である室岡と共に正式にレギュラーMCへ昇格）
- ハナタレナックス（進行役、不定期）
- HTBニュース（不定期）
- イチ盛り!（2023年4月 - 2024年3月）[9]